# 林洲民
林洲民（英語：Jou-Min Lin，1955年11月5日—），台湾建築師，長期於紐約從事建築設計，曾任職於建築師貝聿銘的事務所。

## 生平
1995年，自行創業開設林洲民建築師事務所。1997年，加入仲觀設計顧問有限公司。2002年，加入仲觀聯合建築師事務所。2006年，擔任國立台灣科技大學建築系的兼任教授。
2014年12月25日，獲新當選的臺北市市長柯文哲邀請出任臺北市政府都市發展局局長 。
2018年12月25日，林洲民表示自己被市府認為公宅執行不力以及臺北大巨蛋都市設計審議歧見而遭到解職，他亦婉拒市府邀請出任都更中心董事長一職。

## 設計作品

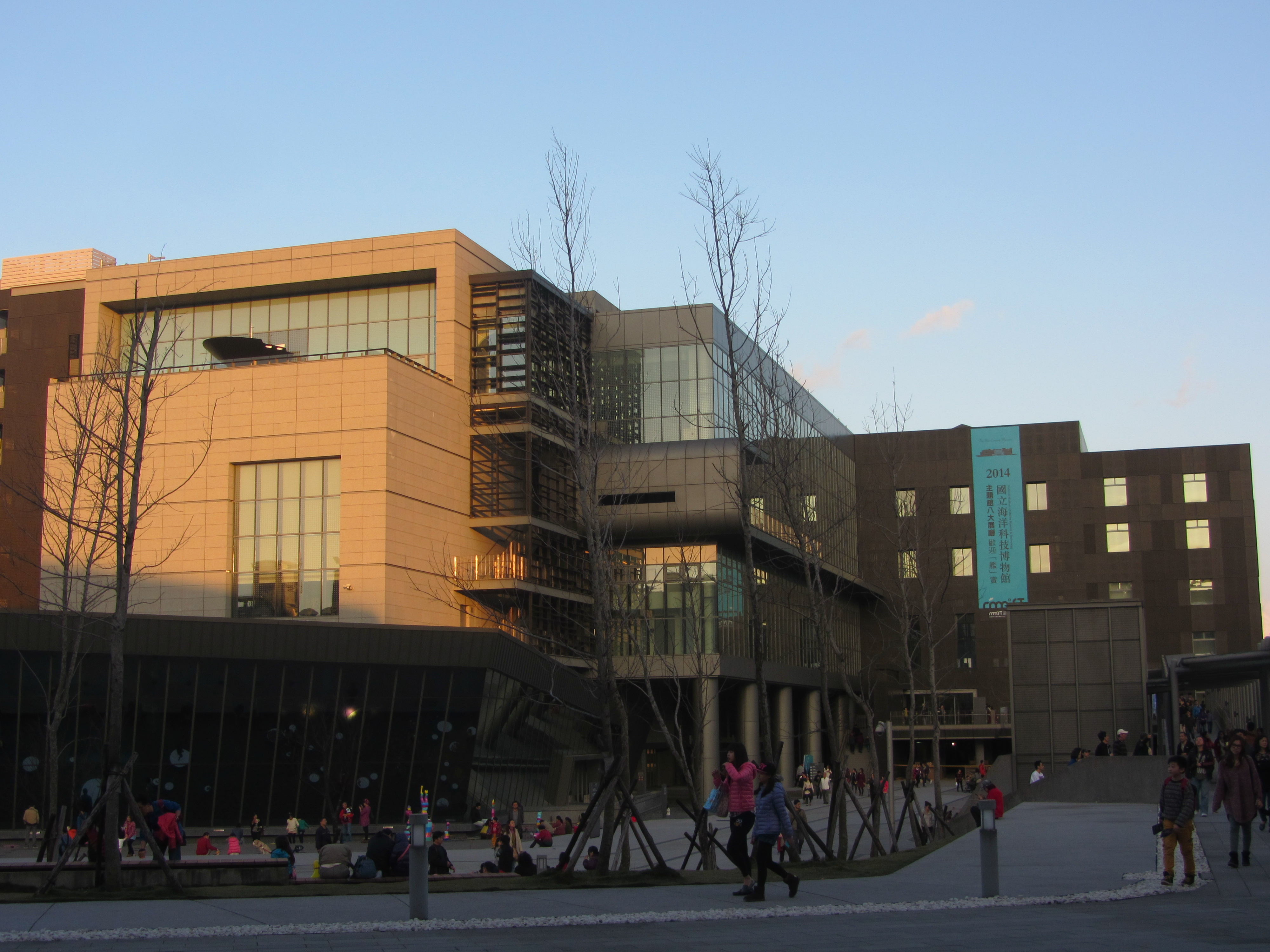
國立海洋科技博物館

- 國立海洋科技博物館園區
- 基隆海洋廣場
- 台灣民主基金會總部
- 國立台灣博物館土銀展示館
- 二二八和平紀念公園
- 中時媒體集團總部

## 外部連結
- 臺北市政府都市發展局林洲民局長簡介
- 仲觀聯合建築師事務所/ 仲觀設計顧問有限公司‧J.M.Lin Architect / The  （页面存档备份，存于）
- 台北都發局長林洲民「像我們這樣的城市」的Facebook專頁
- 林洲民 Citizen LIN的Facebook專頁